# Jōmon Sugi

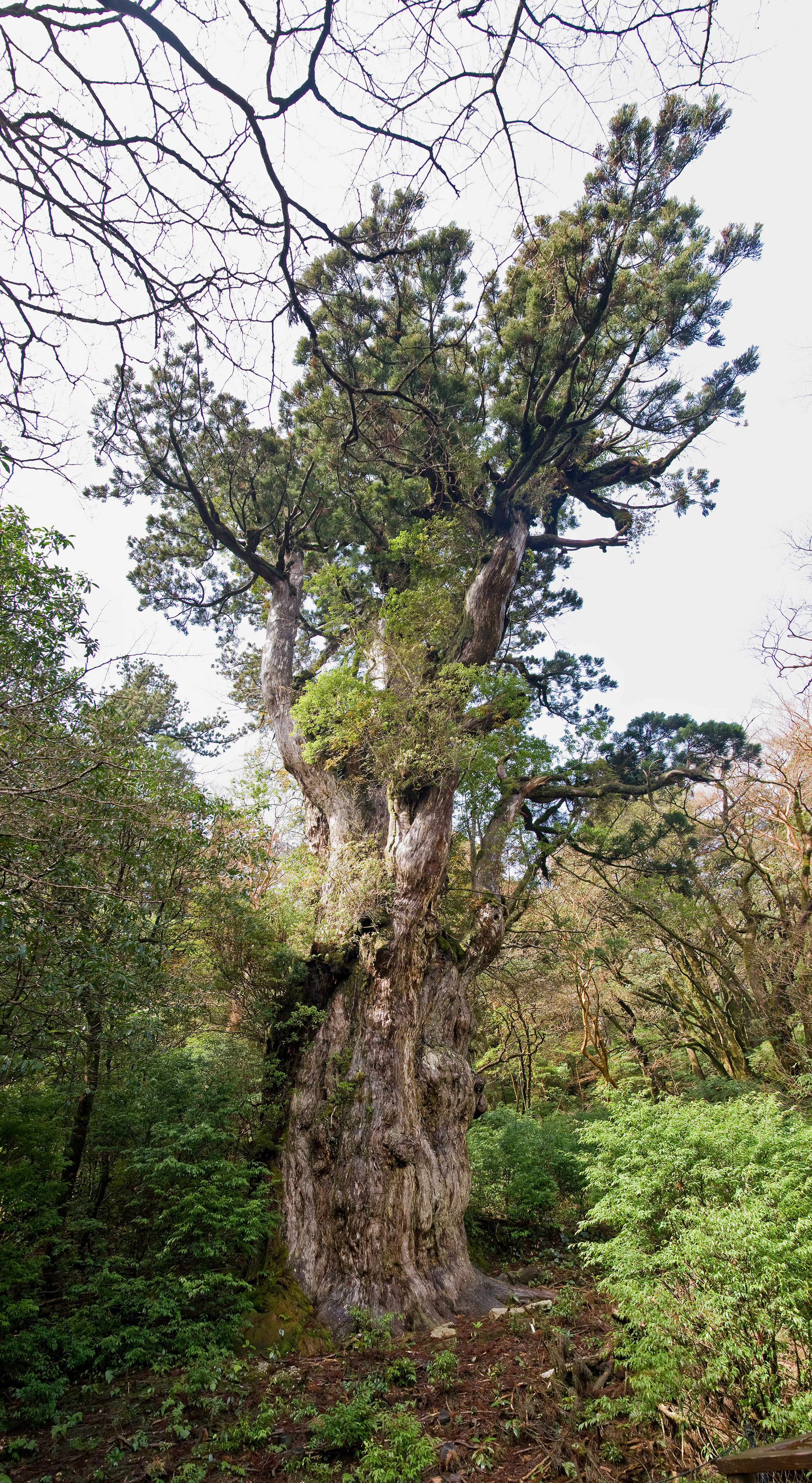
Jōmon Sugi, nằm trên đảo Yakushima, là cây lâu đời nhất và lớn nhất của liễu sam Nhật Bản.

Jōmon Sugi (縄文杉) là một cây liễu sam (tuyết tùng Nhật Bản) ở Yakushima, được công nhận là di sản thế giới UNESCO tại Nhật Bản. Đây là cây lâu đời nhất và lớn nhất trong số các cây liễu sam lâu đời trên đảo và được ước tính có độ tuổi từ 2.170 đến 7.200 năm tuổi. Các ước tính khác về tuổi của cây bao gồm "ít nhất 5.000 năm tuổi", "hơn 6.000 năm", hay "lên tới 7.000 năm tuổi". Tên của cây liên quan đến thời kỳ Jōmon thuộc thời tiền sử Nhật Bản.

## Mô tả

Jōmon Sugi có chiều cao 25,3 m và thể tích khối xấp xỉ 10000 cuft.

Jōmon Sugi nằm ở hướng bắc đỉnh Miyanoura-dake, đỉnh cao nhất trên núi Yakushima ở độ cao 1.300 m (4.300 ft). Việc phát hiện ra cây vào năm 1968 đã "châm ngòi cho những động thái bảo vệ rừng" ở Yakushima và thúc đẩy ngành du lịch của hòn đảo, lĩnh vực mà hiện nay chiếm hơn một nửa nền kinh tế của đảo.
Thông qua Đường bộ Kusugawa (phía đông Miyanoura) và Đường mòn Arakawa (bắt đầu từ Đập Arakawa) có thể đến Jōmon Sugi, nhưng cần phải mất thời gian đi bộ lên núi từ 4 đến 5 giờ từ con đường gần nhất để đến được chỗ của cây. Sau khi Yakushima được chỉ định là Di sản Thế giới vào năm 1993, chính quyền địa phương đã hạn chế quyền tiếp cận cây, và cây chỉ được nhìn qua một đài quan sát cách vị trí khoảng 15 m (49 ft).
Cây có chiều cao 25,3 m (83 ft) và chu vi thân cây 16,4 m (54 ft). Với thể tích khoảng 300 m3 (11.000 ft khối), Jōmon Sugi là cây lá kim lớn nhất ở Nhật Bản. Quá trình xác định niên đại bằng vòng cây do các nhà khoa học Nhật Bản thực hiện trên cành cây cho thấy cái cây đã ít nhất 2.000 năm tuổi. Trong cuốn Remarkable Trees of the World (2002), nhà trồng trọt Thomas Pakenham mô tả Jōmon Sugi là "một cây khổng lồ hung dữ, mọc lên từ mặt đất xốp giống đá hơn là gỗ, cánh tay cơ bắp to lớn của nó vươn lên trên cả đám cây tuyết tùng non chằng chịt và cây long não".
Vào năm 2005, một số kẻ phá hoại đã tước một mảnh vỏ khỏi cây, có kích thước khoảng 10 cm (4 in).
Vào tháng 4 năm 2009, Jōmon Sugi của Yakushima đã hợp tác với cây Tāne Mahuta của Rừng Waipoua ở New Zealand qua buổi lễ ký tên và đóng dấu quan hệ hợp tác môi trường quốc tế.